# Karomia gigas
Karomia gigas е вид растение от семейство Устноцветни (Lamiaceae).
През 2006, по време на експедиция, са открити шест екземпляра на дървета от вида, които се намират в едно-единствено находище в Танзания. От „Организацията на ботаническите градини“ (Botanic Gardens Conservation International) са наели местни хора, които охраняват дърветата и съобщават, когато растенията произведат семена. Планът е семената да бъдат отгледани в ботаническата градина в Танзания, което ще позволи на вида на по-късен етап отново да бъде върнат в природата. Видът е критично застрашен от изчезване в резултат на прекалената експлоатация от местните.

## Разпространение
Разпространен е в Кения и Танзания.